# Mark Topping
Alan Mark Topping (* 7. Dezember 1965 in Rhodesien) ist ein nordirischer Badmintonspieler. Er startet jedoch für Irland, da dieses die gesamte irische Insel im Welt-Badminton vertritt. Lediglich bei den Commonwealth Games tritt ein separates nordirisches Team an.

## Karriere
Mark Topping gewann 2000 erstmals die gesamtirischen Meisterschaften. Weitere Titel folgten 2003 und 2004. International siegte er 2003 bei den Lithuanian International und 2004 bei den Cyprus International. 1998 und 2006 startete er bei den Commonwealth
Games.

## Sportliche Erfolge
| Saison | Veranstaltung            | Disziplin    | Platz | Name                         |
| ------ | ------------------------ | ------------ | ----- | ---------------------------- |
| 2000   | Irische Meisterschaft    | Herrendoppel | 1     | Bruce Topping / Mark Topping |
| 2003   | Irische Meisterschaft    | Herrendoppel | 1     | Bruce Topping / Mark Topping |
| 2004   | Lithuanian International | Herrendoppel | 1     | Bruce Topping / Mark Topping |
| 2004   | Cyprus International     | Herrendoppel | 1     | Bruce Topping / Mark Topping |
| 2004   | Irische Meisterschaft    | Herrendoppel | 1     | Bruce Topping / Mark Topping |